# Sacra Famiglia con i santi Elisabetta e Giovannino (Correggio Mantova)
La Sacra Famiglia con i santi Elisabetta e Giovannino è un affresco staccato (diametro 150 cm) di Correggio, databile al 1509-1511 circa e conservato nel Museo diocesano di Mantova, proveniente dalla basilica di Sant'Andrea.

## Storia
La commissione di quattro grandi tondi ad affresco per l'atrio della chiesa di Sant'Andrea dovette essere formulata a Mantegna poco prima di partire per Roma, dove rimase due anni al servizio di Innocenzo VIII. Le opere vennero forse avviate dalla sua scuola, tanto che una di esse è datata 1488, ma in seguito accantonate e completate solo vent'anni dopo dal giovane Correggio, che aveva lavorato alla cappella funebre del Mantegna.
I quattro tondi, staccati e restaurati nel 1961, vennero esaminati dalla critica e solo uno (l'Ascensione) fu riferito al Mantegna, o forse solo la sua sinopia. Gli altri vennero riferiti alla sua scuola e al Correggio. Oggi sono conservati nel Museo diocesano.

## Descrizione
Il tondo della Sacra Famiglia è piuttosto danneggiato e mostra la Madonna che si affaccia come da un balcone col Bambino in braccio benedicente, guardando in basso, verso i fedeli. Accanto a lei si vedono sant'Elisabetta, a sinistra, e san Giuseppe, a destra, mentre davanti si trova san Giovannino con la propria croce su cui si attorciglia il cartiglio dell'"Ecce Agnus Dei". Lo sfondo è dorato e sembra che la Vergine emetta luce dalla propria aureola. Appoggiato sul parapetto si trova un vaso, attributo mariano in quanto essa stessa è "vaso mistico". 